# Jan Garbarek/Diskografie

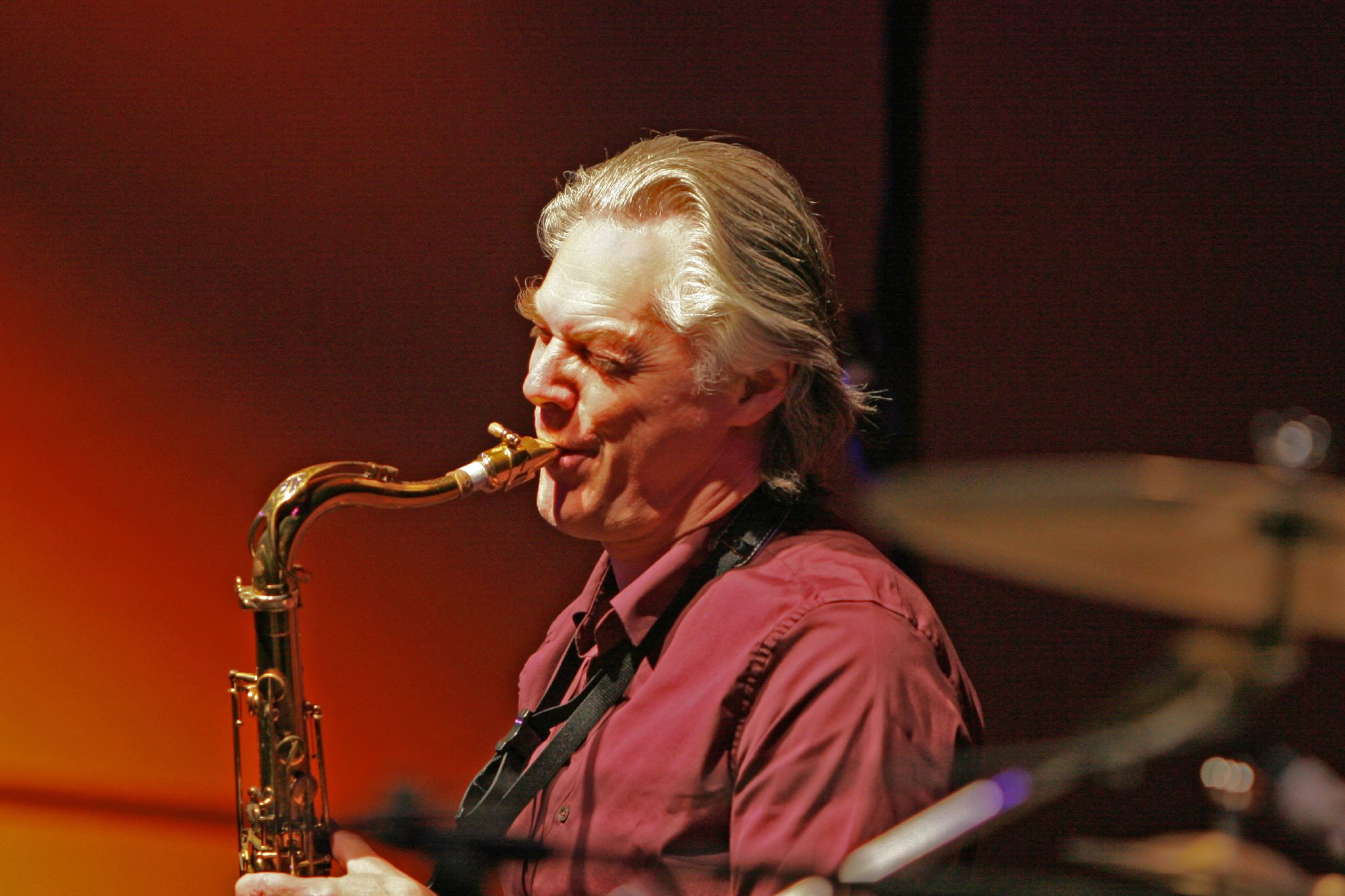
Jan Garbarek bei einem Konzert der Jan Garbarek Group, Lycabettus Theater, Athen (2007)

Diese Diskografie ist eine Übersicht über die veröffentlichten Tonträger des norwegischen Jazzmusikers Jan Garbarek. Sie umfasst die Aufnahmen unter eigenem Namen (siehe Kategorie: Bandleader und Co-Leader), die Aufnahmen als Gastmusiker oder Sideman (siehe Kategorie: Sideman) sowie Kompilationen (siehe Kategorie Kompilation).

## Diskografie
| Titel                                                           | Interpret(en)/Band                              | Kategorie                     | Aufnahme  | Veröffentlichung | Musiklabel               | Besetzung/Anmerkungen |
| --------------------------------------------------------------- | ----------------------------------------------- | ----------------------------- | --------- | ---------------- | ------------------------ | --- |
| Aerien Voyage                                                   | Verschiedene Künstler                           | Sideman                       | 2004      | 2004             | Melodisc/Tuba Records    | Nur beim Titel Ongura von Helge Hurum Helge Hurum – Alto Saxophone, Flute Arild Andersen – Bass Jon Christensen – Drums Bjørn Holmvik – elektrischer Bass Terje Bjørklund – elektrisches Piano John Svendsen – Perkussion Svein Christiansen – Perkussion Jan Garbarek – Tenorsaxophon, Flöte Bernt Steen – Trompete Karin Krog – Gesang |
| Afric Pepperbird                                                | Jan Garbarek Quartett                           | Bandleader                    | 1970      | 1970             | ECM Records              | Jan Garbarek – Tenorsaxophon, Basssaxophon, Klarinette, Flöte, Perkussion; Terje Rypdal – Gitarre, Flügelhorn Arild Andersen – Kontrabass, Kalimba, Xylophon Jon Christensen – Perkussion |
| Aftenland                                                       | Jan Garbarek                                    | Bandleader                    | 1979      | 1980             | ECM Records              | Jan Garbarek – Tenorsaxophon, Sopransaxophon, Flöte Kjell Johnsen – Pfeifenorgel |
| All Those Born with Wings                                       | Jan Garbarek                                    | Bandleader                    | 1986      | 1986             | Decca / ECM Records      | Jan Garbarek – Tenorsaxophon |
| Alpstein                                                        | Paul Giger                                      | Sideman                       | 1990      | 1991             | ECM Records              | Paul Giger – Violine Jan Garbarek – Tenorsaxophon Pierre Favre – Perkussion Musiker aus Appenzell |
| Arbour Zena                                                     | Keith Jarrett                                   | Sideman                       | 1976      | 1976             | ECM Records              | Keith Jarrett – Piano Jan Garbarek – Tenorsaxophon, Sopransaxophon Charlie Haden – Kontrabass Mitglieder des Radiosymphonieorchesters Stuttgart Mladen Gutesha – Dirigent |
| Atmos                                                           | Jan Garbarek / Miroslav Vitous                  | Co-Leader                     | 1992      | 1993             | ECM Records              | Miroslav Vitous – Kontrabass Jan Garbarek – Sopransaxophon, Tenorsaxophon |
| Belonging                                                       | Keith Jarrett                                   | Co-Leader                     | 1974      | 1974             | ECM Records              | Keith Jarrett – Piano Jan Garbarek – Tenorsaxophon, Sopransaxophon Palle Danielsson – Kontrabass Jon Christensen – Schlagzeug |
| Bleak House                                                     | Terje Rypdal                                    | Sideman                       | 1968      | 1968             | Polydor                  | Carl Magnus Neumann – Altsaxophon, Flöte Hans Knudsen – Baritonsaxophon Terje Venaas – Bass Knut Riisnæs – Tenorsaxophon, Dirigent Jon Christensen – Schlagzeug Tom Karlsen – Schlagzeug Terje Rypdal – Gitarre, Flöte, Gesang Frøydis Ree Hauge – Horn Odd Ulleberg – Horn Christian Reim – Piano, Orgel Jan Garbarek – Tenorsaxophon, Flöte, Glocken Frode Thingnæs – Posaune, Tuba Kjell Haugen – Posaune Tore Nilsen – Posaune Øivind Westby – Posaune Ditlef Eckhoff – Trompete Jarl Johansen – Trompete Kåre Furuholmen – Trompete |
| Briefly Shaking                                                 | Anja Garbarek                                   | Sideman                       | 2005      | 2005             | Virgin/EMI               | Frode Haltli – Akkordeon Anja Garbarek, Gisli Kristjansson, Jan Garbarek – Arrangeure John O’Brien – Dudelsack Jan Garbarek – Baritonsaxophon Embrik Snerte – Fagott Hårvard Lund – Klarinette, Bass Steve Watts – Kontrabass Erland Dahlen – Schlagzeug Anne Karine Hauge Rønning – Flöte, Altflöte, Piccolo Trude Eick – Waldhorn Kjetil Steensnæs, Terry Thomas – Gitarre Richard Cottle – Hammondorgel Godfrey Wang – Piano John Mallison – Banjo, Piano, Gitarre, Programmierung Gisli Kristjansson – Schlagzeug, Gitarre, Bass, Orgel, elektrisches Piano, Synthesizer, Keyboards, Melodika, Xylophone, Perkussion, Effekte Edvard Os – Snare The London Session Orchestra – Streicher unter der Leitung von Gavyn Wright Øyvind Brække – Posaune Anja Garbarek – Gesang |
| Briskeby Blues                                                  | Jan Erik Vold                                   | Sideman                       | 1969      | 1969             | Philips                  | Arild Andersen – Bass Jon Christensen – Schlagzeug Terje Rypdal – Gitarre Jan Garbarek – Tenorsaxophon, Flöte Jan Erik Vold – Gesang |
| Caris Mere                                                      | Giya Kancheli                                   | Sideman                       | 1997      | 1997             | ECM Records              | Nur bei Titel Night Prayers Jan Garbarek – Sopransaxophon Vasiko Tevdorashvili – Gesang Stuttgarter Kammerorchester Dennis Russell Davies – Dirigent |
| Chorus                                                          | Eberhard Weber                                  | Sideman                       | 1989?     | 1989             | ECM Records              | Eberhard Weber –Bass, Synthesizer Jan Garbarek –Sopransaxophon, Tenorsaxophon Ralf Hübner – Schlagzeug |
| Concert in Athens                                               | Eleni Karaindrou                                | Sideman                       | 2010      | 2013             | ECM Records              | Kim Kashkashian –Viola Jan Garbarek – Tenorsaxophon Vangelis Christopoulos – Oboe Camerata Orchestra Sergiu Nastasa – Violine Stella Gadedi – Flöte Marie-Cécile Boulard – Klarinette Sonia Pisk – Fagott Vangelis Skouras – Waldhorn Maria Bildea – Harfe Dinos Hadjiiordanou – Akkordeon Aris Dimitriadis – Mandoline Eleni Karaindrou – Piano |
| Cycles                                                          | David Darling                                   | Sideman                       | 1982      | 1982             | ECM Records              | David Darling –Cello, 8-saitiges elektrisches Cello Collin Walcott – Sitar, Tabla, Perkussion Steve Kuhn – Piano Jan Garbarek – Tenorsaxophon, Sopransaxophon Arild Andersen – Bass Oscar Castro-Neves – Gitarre |
| Dansere                                                         | Jan Garbarek / Bobo Stenson Quartet             | Bandleader                    | 1975      | 1975             | ECM Records              | Jan Garbarek – Saxophon Bobo Stenson – Piano Palle Danielsson – Bass Jon Christensen – Schlagzeug |
| December Poems                                                  | Gary Peacock                                    | Sideman                       | 1977      | 1977             | Decca / ECM Records      | Jan Garbarek – Altsaxophon, Tenorsaxophon Gary Peacock – Kontrabass |
| Deer Wan                                                        | Kenny Wheeler                                   | Sideman                       | 1978      | 1978             | ECM Records              | Kenny Wheeler – Trompete, Flügelhorn Jan Garbarek – Tenorsaxophon, Sopransaxophon John Abercrombie – elektrische Gitarre, elektrische Mandoline Dave Holland – Kontrabass Jack DeJohnette – Schlagzeug Ralph Towner – 12-saitige Gitarre |
| Den gyllene Cirkeln                                             | Verschiedene Künstler                           | Sideman                       | 2002      | 1967             | Flashmusic               | Nur beim Titel Ezz-Thetic der Emanon Big Band mit Christer Boustedt, Claes Rosendahl – Altsaxophon Erik Nilsson – Baritonsaxophon Björn Alke – Bass Christer Torgé – Bassposaune Rupert Clemendore – Congas Don Cherry – Kornett Jon Christensen – Schlagzeug Rune Gustafsson – Gitarre Lars Sjösten – Piano Bernt Rosengren, Jan Garbarek – Tenorsaxophon Folke Rabe, George Vernon – Posaune Bosse Broberg, Maffy Falay, Rolf Ericson – Posaune |
| Dis                                                             | Jan Garbarek                                    | Bandleader                    | 1977      | 1977             | ECM Records              | Jan Garbarek – Saxophon John Taylor – Orgel, Piano Bill Connors – Gitarre Jack DeJohnette – Schlagzeug |
| Dresden – In Concert                                            | Jan Garbarek Group                              | Bandleader                    | 2007      | 2009             | ECM Records              | Jan Garbarek – Sopransaxophon, Tenorsaxophon, Flöte Rainer Brüninghaus – Piano, Keyboards Yuri Daniel – Bass Manu Katché – Schlagzeug |
| Electronic Sonata For Souls Loved by Nature                     | George Russell                                  | Sideman                       | 1971      | 1969             | Flying Dutchman          | Red Mitchell – Bass Jon Christensen – Schlagzeug Terje Rypdal – Elektrische Gitarre George Russell – Piano, Produzent, Komponist Jan Garbarek – Tenorsaxophon Manfred Schoof – Trompete |
| Elixir                                                          | Marilyn Mazur                                   | Sideman                       | 2005      | 2008             | ECM Records              | Marilyn Mazur – Marimba, Streichvibraphon, Waterphone, Hang, Glocken, Gongs, Becken, Magic Drum, Log Drum, Schafglocken, Indian Cow Bells, Udu Drum, Diverses Schlagzeug, Metall-Utensilien Jan Garbarek – Tenorsaxophon, Sopransaxophon, Flöte |
| Esoteric Circle                                                 | Jan Garbarek / Terje Rypdal                     | Co-Leader                     | 1969      | 1971             | Flying Dutchman          | Arild Anderson – Bass Jon Christensen – Schlagzeug Terje Rypdal – Gitarre Jan Garbarek – Tenorsaxophon |
| Eventyr                                                         | Jan Garbarek                                    | Bandleader                    | 1980      | 1981             | ECM Records              | Jan Garbarek – Tenorsaxophon, Sopransaxophon, Flöte John Abercrombie, elektrische 6- und 12-saitige Gitarre, Mandoline, Gitarre Nana Vasconcelos – Berimbau, Talking Drum, Perkussion, Gesang |
| Folk Songs                                                      | Jan Garbarek / Egberto Gismonti / Charlie Haden | Co-Leader                     | 1979      | 1981             | ECM Records              | Charlie Haden – Bass Egberto Gismonti – Gitarre, Piano Jan Garbarek – Tenorsaxophon, Sopransaxophon |
| From Europe with Jazz                                           | Verschiedene Künstler                           | Sideman                       | 1972      | 1971             | MPS Records              | Nur beim Titel Salamanderdans der Nordic All-Stars mit: Jesper Thilo, Juhani Aaltonen – Altsaxophon Seppo Paakkunainen – Baritonsaxophon Palle Danielsson – Bass Jesper Thilo –Bassklarinette Jan Garbarek, Jesper Thilo – Klarinette Jesper Thilo – Kontrabassklarinette Jon Christensen – Schlagzeug Palle Mikkelborg – Flügelhorn Jan Garbarek, Jesper Thilo, Juhani Aaltonen, Seppo Paakkunainen – Flöte Terje Rypdal – Gitarre Heikki Sarmanto – Piano Jesper Thilo – Sopransaxophon Jan Garbarek, Jesper Thilo, Juhani Aaltonen – Tenorsaxophon Allan Botschinsky, Bertil Lövgren, Palle Mikkelborg – Trompete Olle Holmqvist – Posaune, Tuba |
| Gavcci Jahkejuogu = Eight Seasons                               | Mari Boine                                      | Sideman                       | 2002      | 2002             | Universal/Emarcy Records | Nur beim Titel Boađan Nuppi Bealde = I Come From The Other Side Svein Schultz – Bass Kenneth Ekornes – Schlagzeug Roger Ludvigsen – Gitarre, Perkussion Bugge Wesseltoft – Synthesizer Jan Garbarek – Tenorsaxophon |
| Guamba                                                          | Gary Peacock                                    | Sideman                       | 1987      | 1987             | Decca / ECM Records      | Peter Erskine – Drum Machine, Drum Programmierung, Schlagzeug Jan Garbarek – Sopransaxophon, Tenorsaxophon Palle Mikkelborg – Flügelhorn, Trompete Gary Peacock – Bass |
| Hav                                                             | Jan Erik Vold / Jan Garbarek                    | Co-Leader                     | 1970      | 1971             | Philips                  | Arild Andersen – Bass Jon Christensen – Schlagzeug Terje Rypdal – Gitarre Bobo Stenson – Keyboards Jan Garbarek – Tenorsaxophon Jan Erik Vold – Gesang |
| Herod Atticus Odeon, September 6, 1988                          | Eleni Karaindrou                                | Sideman                       | 1988      | 1988             | Minos Records            | Eleni Karaindrou – Gesang Jan Garbarek – Tenorsaxophon |
| Hommage à Eberhard Weber                                        | Verschiedene Künstler                           | Kompilation                   | 2015      | 2015             | ECM Records              | Eberhard Weber – elektrischer Bass, Synthesizer (von Band) Pat Metheny – Gitarren Jan Garbarek – Sopransaxophon Gary Burton – Vibraphon Scott Colley – Kontrabass Danny Gottlieb – Schlagzeug Paul McCandless – Englisches Horn, Sopransaxophon Klaus Graf – Altsaxophon Ernst Hutter – Euphonium SWR Big Band Michael Gibbs – Dirigent Helge Sunde – Dirigent |
| In Praise of Dreams                                             | Jan Garbarek                                    | Bandleader                    | 2003      | 2004             | ECM Records              | Jan Garbarek – Tenor- und Sopransaxophon, Synthesizer, Perkussion Kim Kashkashian – Viola Manu Katche – Schlagzeug |
| Ingentings Bjeller                                              | Jan Erik Vold                                   | Sideman                       | 1977      | 1977             | Polydor                  | Palle Danielsson – Bass Jon Christensen – Schlagzeug Bobo Stenson – Piano Jan Garbarek – Saxophone, Flöte Jan Erik Vold – Gesang |
| It’s Ok to Listen to the Gray Voice                             | Jan Garbarek Group                              | Bandleader                    | 1984      | 1984             | ECM Records              | Michael DiPasqua – Schlagzeug, Perkussion Jan Garbarek – Sopran- und Tenorsaxophon David Torn – Gitarre, Synthesizer Eberhard Weber – Bass |
| I Took Up the Runes                                             | Jan Garbarek                                    | Bandleader                    | 1990      | 1990             | ECM Records              | Eberhard Weber – Bass Manu Katché – Schlagzeug Nana Vasconcelos – Perkussion Rainer Brüninghaus – Piano Jan Garbarek – Sopran- und Tenorsaxophon Bugge Wesseltoft – Synthesizer Ingor Ántte Áilu Gaup – Gesang |
| Jazz Jamboree ’66 Volume 1                                      | Verschiedene Künstler                           | Bandleader (Jan Garbarek Duo) | 1966      | 2017             | Polskie Radio            | Jan Garbarek – Tenorsaxophon Kurt Lindgren – Bass |
| Jazz Moments                                                    | Karin Krog                                      | Sideman                       | 1966      | 1966             | Sonet                    | Niels Henning Ørsted Pedersen – Bass Jon Christensen – Schlagzeug Kenny Drew – Piano Jan Garbarek – Tenorsaxophon Karin Krog – Gesang |
| Joy                                                             | Karin Krog & Friends                            | Sideman                       | 1968      | 1968             | Sonet                    | Arild Andersen, Palle Danielsson (1 Track) – Bass Svein Christiansen – Schlagzeug Espen Rud (3 Tracks) – Perkussion Terje Björklund (3 Tracks) – Piano Jan Garbarek (3 Tracks) – Tenorsaxophon, Perkussion Karin Krog – Gesang, Perkussion |
| Legend of the Seven Dreams                                      | Jan Garbarek                                    | Bandleader                    | 1988      | 1988             | ECM Records              | Jan Garbarek – Sopransaxophon Rainer Brüninghaus – Keyboards Nana Vasconcelos – Perkussion, Gesang |
| Limelight                                                       | Arve Tellefsen                                  | Sideman                       | 2016      | 2016             | Musikkoperatørene        | Ketil Bjørnstad – Piano Jan Garbarek Arve Tellefsen |
| Listen to the Silence                                           | George Russell Orchestra                        | Sideman                       | 1971      | 1973             | Concept                  | Joyce Gippo, Kay Dunlap – Gesang (Alt) Dan Windham, Don Hovey, Don Kendrick – Gesang (Bass) George Russell – Komponist Arnuv Hegstad – Dirigent Arild Andersen – Kontrabass Bjornar Andresen – elektrischer Bass Terje Rypdal – elektrische Gitarre Bobo Stenson – elektrisches Piano Webster Lewis – Orgel Jon Christensen – Perkussion Gailanne Cummings, Sue Auclair – Gesang (Sopran) Jan Garbarek – Tenorsaxophon David Dusing, Ray Hardin – Gesang (Tenor) George Russell – Timpani Stanton Davis – Trompete |
| Living Magic                                                    | Trilok Gurtu                                    | Sideman                       | 1990–91   | 1991             | CMP Records              | Nicolas Fiszman – Bass, Gitarre Naná Vasconcelos – Congas, Repinique, Gesang, Talking Drum, Caxixi, Perkussion Trilok Gurtu – Schlagzeug, Tabla, Gesang, Congas, Bulbul Tarang, Perkussion Daniel Goyone – Keyboards, Piano Tunde Jegede – Kora, Cello Jan Garbarek – Tenorsaxophon, Sopransaxophon Shanthi Rao – Veena |
| Luminessence: Music for String Orchestra and Saxophone          | Keith Jarrett / Jan Garbarek                    | Leader                        | 1974      | 1975             | ECM Records              | Keith Jarrett – Komponist Mladen Gutesha – Dirigent Streicher des Südfunk Sinfonieorchesters Stuttgart Jan Garbarek – Tenor- und Sopransaxophon |
| Madar                                                           | Anouar Brahem / Jan Garbarek / Shaukat Hussain  | Co-Leader                     | 1992      | 1994             | ECM Records              | Anouar Brahem – Oud Ustad Shaukat Hussain – Tabla Jan Garbarek – Tenorsaxophon, Sopransaxophon, Keyboards |
| Magico                                                          | Charlie Haden / Jan Garbarek / Egberto Gismonti | Co-Leader                     | 1979      | 1980             | ECM Records              | Charlie Haden – Bass Egberto Gismonti – Gitarre, Piano Jan Garbarek – Saxophone |
| Magico – Carta de Amor                                          | Charlie Haden / Jan Garbarek / Egberto Gismonti | Co-Leader                     | 1981      | 2012             | ECM Records              | Charlie Haden – Bass Egberto Gismonti – Gitarre, Piano Jan Garbarek – Saxophone |
| Making Music                                                    | Zakir Hussain                                   | Sideman                       | 1986      | 1986             | Decca / ECM Records      | Hariprasad Chaurasia – Flöte Jan Garbarek – Tenor- und Sopransaxophon Zakir Hussain – Perkussion, Tabla, Gesang John McLaughlin – Gitarre |
| Mnemosyne                                                       | Jan Garbarek / The Hilliard Ensemble            | Bandleader                    | 1998      | 1999             | ECM Records              | Jan Garbarek – Saxophone The Hilliard Ensemble: David James – Countertenor; Rogers Covey-Crump, John Potter – Tenor; Gordon Jones – Bariton |
| Monodia                                                         | Tigran Mansurian – Kim Kashkashian              | Sideman                       | 2001–2002 | 2004             | ECM Records              | Gordon Jones – Gesang (Bariton) (3 Tracks) Tigran Mansurian – Komponist Christoph Poppen – Dirigent (3 Tracks) David James – Gesang (Countertenor) (3 Tracks) Anthony Manzo – Kontrabass (3 Tracks) The Hilliard Ensemble (3 Tracks) Münchener Kammerorchester (3 Tracks) Jan Garbarek – Sopransaxophon (1 Track) Rogers Covey-Crump, Steven Harrold – Gesang (Tenor) (3 Tracks) Kim Kashkashian (5 Tracks), Maria Voigt (3 Tracks), Nancy Sullivan (3 Tracks), Stefan Berg (3 Tracks), Kelvin Hawthorne (3 Tracks) – Viola Leonidas Kavakos (3 Tracks), Ko Woon Yang (3 Tracks), Max Peter Meis (3 Tracks), Nikolaus Kneser (3 Tracks), Romuald Kozik (3 Tracks), Rüdiger Lotter (3 Tracks), Muriel Cantoreggi (3 Tracks), Bernhard Jestl (3 Tracks), Mary Mader (3 Tracks), Ulrike Knobloch-Sandhäger (3 Tracks), Viktor Konjaev (3 Tracks), Mario Korunic (3 Tracks) – Violine Benedikt Jira (3 Tracks), Michael Weiss (3 Tracks), Peter Bachmann (tracks: 1-1 to 1-3) – Violoncello |
| Music for Films                                                 | Eleni Karaindrou                                | Sideman                       | 1991      | 1991             | ECM Records              | Jan Garbarek – Tenorsaxophon Tassos Diakoyiorgis – Santouri Vassilis Dertilis – Keyboards Vangelis Skouras – Waldhorn Petros Protopapas – Flöte Christos Sfetsas – Cello Aliki Krithari – Harfe Andreas Tsekouras – Akkordeon Eleni Karaindrou – Piano, Gesang Nelli Semitekolo – Piano Anthis Sokratis – Trompete Nikos Guinos – Klarinette Vangelis Christopoulos – Oboe Alekos Christidis – Tympani Katerina Ktona – Harfe Lefteris Chalkiadakis – Dirigent |
| Music for the Film Sounds and Silence                           | Verschiedene Künstler                           | Sideman                       | 2008–2011 | 2011             | ECM Records              | Mitwirkung Jan Garbareks bei den Titeln: Farewell Theme – Eleni Karaindrou To Vals tou Gamou – Eleni Karaindrou |
| My Song                                                         | Keith Jarrett                                   | Sideman                       | 1977      | 1978             | ECM Records              | Palle Danielsson – Bass Jon Christensen – Schlagzeug Keith Jarrett – Piano, Perkussion, Komponist Jan Garbarek – Tenorsaxophon, Sopransaxophon |
| NDR Jazzworkshop ’74                                            | Keith Jarrett                                   | Sideman                       | 1974      | 1974             | NDR                      | Keith Jarrett – Piano Jan Garbarek – Sopransaxophon Palle Danielsson – Bass Jon Christensen – Schlagzeug |
| NDR Jazzworkshop ’78/’79                                        | Verschiedene Künstler                           | Bandleader                    | 1979      | 1979             | NDR                      | Nur beim Titel Entering Eberhard Weber – Bass John Christensen – Schlagzeug Bill Connors – Gitarre John Taylor – Piano, Orgel Jan Garbarek _ Tenorsaxophon |
| Natt Jazz 20 AR                                                 | Verschiedene Künstler                           | Co-Leader                     | 1989      | 1989             | Grappa Musikkforlag      | Jan Garbarek Group mit Mari Boine Persen nur beim Titel Gula Gula Eberhard Weber – Bass Rainer Brüninghaus – Keyboards Nana Vasconcelos – Perkussion Jan Garbarek – Saxophone Mari Boine Persen – Gesang |
| Neighbourhood                                                   | Manu Katché                                     | Sideman                       | 2005      | 2005             | ECM Records              | Manu Katché – Schlagzeug Tomasz Stanko – Trompete Jan Garbarek – Tenorsaxophon Marcin Wasilewski – Piano Slawomir Kurkiewicz – Kontrabass (DE: Gold (German Jazz Award)) |
| Nude Ants (Live at the Village Vanguard)                        | Keith Jarrett Quartet                           | Sideman                       | 1979      | 1980             | ECM Records              | Palle Danielsson – Bass Jon Christensen – Schlagzeug, Perkussion Keith Jarrett – Piano, Timbales, Perkussion, Komponist Jan Garbarek – Sopransaxophon, Tenorsaxophon |
| O Melissokomos                                                  | Eleni Karaindrou                                | Sideman                       | 1986      | 1986             | Minos                    | Eleni Karaindrou – Piano, Orchestrierung, Dirigent Tasos Diakogiorgis – Santur Jan Garbarek – Tenorsaxophon, Altsaxophon |
| Of Mist and Melting                                             | Bill Connors                                    | Sideman                       | 1977      | 1978             | ECM Records              | Bill Connors – Komponist, Gitarre Jack DeJohnette – Schlagzeug Jan Garbarek – Sopransaxophon, Tenorsaxophon Gary Peacock – Bass |
| Officium                                                        | Jan Garbarek / The Hilliard Ensemble            | Bandleader                    | 1993      | 1994             | ECM Records              | Jan Garbarek – Saxophone The Hilliard Ensemble: David James – Countertenor; Rogers Covey-Crump, John Potter – Tenor; Gordon Jones – Bariton |
| Officium Novum                                                  | Jan Garbarek / The Hilliard Ensemble            | Bandleader                    | 2009      | 2010             | ECM Records              | Jan Garbarek – Saxophone The Hilliard Ensemble: David James – Countertenor; Rogers Covey-Crump, Steven Harrold – Tenor; Gordon Jones – Bariton Bruno Ganz – Sprecher |
| Othello Ballet Suite / Electronic Organ Sonata No. 1            | George Russell Orchestra                        | Sideman                       | 1967      | 1970             | Flying Dutchman          | Arne Domnérus – Altsaxophon Jon Christensen – Schlagzeug Swedish Radio Symphony Orchestra, Bernt Rosengren, Jan Garbarek – Tenorsaxophon Rolf Eriksson – Trompete George Russell – Orgel |
| Oesterdalsmusikk                                                | ?                                               | Sideman                       | 1975      | 1975             | Plateselskapet MAI       | Bjørn Alterhaug – Bass, Gesang Ole Jacob Hanssen – Schlagzeug Knut Riisnæs – Flöte, Tenorsaxophon Erling Aksdal jr. – Piano, Arrangeur Jan Garbarek – Sopransaxophon, Tenorsaxophon Alf Erling Kjellmann – Tenorsaxophon, Arrangeur Lars Martin Thommassen – Trompete, Flügelhorn Torgrim Sollid – Trompete, Flügelhorn, Schlagzeug, Arrangeur |
| Pan                                                             | Arve Tellefsen                                  | Sideman                       | 1988      | 1988             | Norsk Plateproduksjon    | Kjetil Bjerkestrand – Synthesizer Jan Garbarek (1 Track) – Tenorsaxophon Arve Tellefsen – Violine |
| Paths, Prints                                                   | Jan Garbarek                                    | Bandleader                    | 1981      | 1982             | ECM Records              | Eberhard Weber – Bass Jon Christensen – Schlagzeug, Perkussion Bill Frisell – Gitarre Jan Garbarek – Tenorsaxophon, Altsaxophon, Flöte, Perkussion, Komponist |
| Personal Mountains                                              | Keith Jarrett                                   | Sideman                       | 1989      | 1989             | ECM Records              | Keith Jarrett – Piano, Perkussion Jan Garbarek – Tenor- und Sopransaxophon Palle Danielson – Bass Jon Christensen – Schlagzeug |
| Photo with Blue Sky, White Cloud, Wires, Windows and a Red Roof | Jan Garbarek Group                              | Bandleader                    | 1978      | 1978             | ECM Records              | Jon Christensen – Schlagzeug Bill Connors – akustische und elektrische Gitarre Jan Garbarek – Komponist, Sopransaxophon, Tenorsaxophon John Taylor – Piano Eberhard Weber – Bass |
| Places                                                          | Jan Garbarek                                    | Bandleader                    | 1977      | 1978             | ECM Records              | Jack DeJohnette – Schlagzeug Bill Connors – Gitarre John Taylor – Orgel, Piano Jan Garbarek – Saxophone, Komponist |
| Popofoni                                                        | ?                                               | Sideman                       | 1973      | 1973             | Sonet                    | Arild Andersen – Bass Jon Christensen – Schlagzeug Arne Nordheim – Flöte, Electronics Terje Rypdal – Gitarre Terje Bjørklund – Orgel Gunnar Sønstevold – Piano Bobo Stensson – Piano, Orgel Kåre Kolberg – Synthesizer Jan Garbarek – Tenorsaxophon Karin Krog – Gesang Ola B. Johanessen – Sprecher |
| Ragas and Sagas                                                 | Jan Garbarek                                    | Bandleader                    | 1990      | 1992             | ECM Records              | Ustad Nazim Ali Khan – Sarangi Jan Garbarek – Sopransaxophon, Tenorsaxophon Ustad Shaukat Hussain – Tabla Deepika Thathaal – Gesang Ustad Fateh Ali Khan – Gesang, Tabla |
| Red Lanta                                                       | Jan Garbarek / Art Lande                        | Co-Leader                     | 1973      | 1974             | ECM Records              | Jan Garbarek – Flöte, Sopransaxophon, Basssaxophon Art Lande – Piano, Komponist |
| Remember Me, My Dear                                            | Jan Garbarek / The Hilliard Ensemble            | Bandleader                    | 2014      | 2019             | ECM Records              | Jan Garbarek – Sopransaxophon The Hilliard Ensemble: David James – Countertenor; Rogers Covey-Crump, Steven Harrold – Tenor; Gordon Jones – Bariton |
| Résumé                                                          | Eberhard Weber                                  | Sideman                       | 1990–2007 | 2012             | ECM Records              | Eberhard Weber – Bass, Keyboards Jan Garbarek – Tenorsaxophon, Sopransaxophon, Seljeflöte Michael Di Pasqua – Perkussion, Schlagzeug |
| Riedaiglia                                                      | Georg Riedel                                    | Sideman                       | 1967      | 1967             | Sveriges Radio           | Arne Domnérus – Altsaxophon, Klarinette Erik Nilsson – Baritonsaxophon, Bassklarinette Palle Danielsson – Bass Runo Ericksson – Bassposaune Georg Riedel – Bass, Dirigent Kammarkören – Chor Eric Ericson – Dirigent Rupert Clemendore – Congas Egil Johansen, Georg Wollbrecht, Stig Arnorp – Schlagzeug Stefan Brolund – elektrischer Bass Nicke Wöhrman, Rune Gustavsson – Gitarre Jan Johansson – Piano Lennart Åberg – Tenorsaxophon Claes Rosendahl – Tenorsaxophon, Flöte Jan Garbarek – Tenorsaxophon, Sopransaxophon Bertil Lövgren, Bosse Broberg, Lars Samuelsson, Weine Renliden – Trompete |
| Rites                                                           | Jan Garbarek                                    | Bandleader                    | 1998      | 1998             | ECM Records              | Jan Garbarek – Sopransaxophon, Tenorsaxophon, Synthesizer, Perkussion Rainer Brüninghaus – Piano, Keyboards Eberhard Weber – Bass Marilyn Mazur – Schlagzeug, Perkussion Tbilisi Symphony Orchestra, Jansug Kakhidze – Dirigent, Gesang Bugge Wesseltoft – Synthesizer, elektronische Effekte, Akkordeon Mitglieder des Choir Solvguttene Torstein Grythe – Dirigent |
| Rockabye Rollabye                                               | Per „Elvis“ Granberg & New Jordal Swingers      | Sideman                       | 1974      | 1974             | Philips                  | Arne Schulze Eigil Berg Jan Garbarek Johnny Sareussen New Jordal Swingers Per „Elvis“ Granberg Pete Knutsen Svein-Erik Gaardvik |
| Rosensfole: Medieval Songs From Norway                          | Jan Garbarek / Agnes Buen Garnas                | Co-Leader                     | 1989      | 1989             | ECM Records              | Jan Garbarek – Arrangeur, Sopransaxophon, Tenorsaxophon, Synthesizer, Perkussion Agnes Buen Garnås – Gesang |
| Sart                                                            | Jan Garbarek                                    | Bandleader                    | 1971      | 1971             | ECM Records              | Arild Andersen – Bass Terje Rypdal – Gitarre Jon Christensen – Perkussion Bobo Stenson – Piano, elektrisches Piano Jan Garbarek – Tenorsaxophon, Basssaxophon, Flöte |
| Selected Recordings                                             | Jon Christensen                                 | Kompilation                   | 1974–1997 | 2004             | ECM Records              | Mitwirkung Jan Garbareks bei den Titeln: Personal Mountains vom Album Keith Jarrett – Personal Mountains, 1979 Oceanus My Song vom Album Keith Jarrett – My Song, 1977 The Windup vom Album Keith Jarrett – Belonging, 1974 |
| Selected Recordings                                             | Bill Frisell                                    | Kompilation                   | 1981–1996 | 2002             | ECM Records              | Mitwirkung Jan Garbareks beim Titel: Singsong vom Album Jan Garbarek Group – Wayfarer, 1983 |
| Selected Recordings                                             | Keith Jarrett                                   | Kompilation                   | 1974–1995 | 2002             | ECM Records              | Mitwirkung Jan Garbareks bei den Titeln: The Windup ’Long As You Know You’re Living Yours My Song The Journey Home Late Night Willie |
| Selected Recordings                                             | Tomasz Stanko                                   | Kompilation                   | 1976-1999 | 2004             | ECM Records              | Mitwirkung Jan Garbareks beim Titel: Moor vom Album Gary Peacock – Voice From The Past |
| Selected Recordings                                             | Bobo Stenson                                    | Sideman                       |           | 2002             | ECM Records              | Mitwirkung Jan Garbareks bei den Titeln: Svevende Witchi-Tai-To |
| Selected Recordings                                             | Eberhard Weber                                  | Kompilation                   |           | 2004             | ECM Records              | Mitwirkung Jan Garbareks bei den Titeln: Nimbus Gesture Her Wild Ways |
| Selected Recordings                                             | Jan Garbarek                                    | Kompilation                   | 1974–1996 | 2002             | ECM Records              | Jan Garbarek als Bandleader, Co-Leader oder Sideman bei den Titeln: Skrik & Hyl – Jan Garbarek / Bobo Stenson Quartett Viddene – Jan Garbarek Iskirken – Jan Garbarek / Kjell Johnsen Lillekort – Jan Garbarek The Path – Jan Garbarek It’s Ok To Listen To The Gray Voice – Jan Garbarek Group All Those Born With Wings, 3rd Piece – Jan Garbarek Its Name Is Secret Road – Jan Garbarek Aichuri, The Song Man – Jan Garbarek Molde Canticle, Part 1 – Jan Garbarek Raga I – Jan Garbarek / Ustad Fateh Ali Khan & Musiker aus Pakistan Twelve Moons – Jan Garbarek Red Wind – Jan Garbarek Windsong – Keith Jarrett / Jan Garbarek Belonging – Keith Jarrett Oceanus – Ralph Towner My Song – Keith Jarrett Sunshine Song – Keith Jarrett Cego Aderaldo – Charlie Haden / Jan Garbarek / Egberto Gismonti Song For Everyone – Shankar |
| Selected Signs III–VIII                                         | Verschiedene Künstler                           | Kompilation                   | 2013      | 2013             | ECM Records              | Jan Garbarek als Bandleader oder Sideman bei den Titeln: Tres Morillas M’Enamoran – Spanish Anonymous Voyage – Eleni Karaindrou Closed Roads – Eleni Karaindrou Invocation – Eleni Karaindrou Tango Of Love – Eleni Karaindrou Tom’s Theme – Eleni Karaindrou Laura’s Waltz – Eleni Karaindrou Adagio – Eleni Karaindrou After Memory – Eleni Karaindrou Farewell Theme – Eleni Karaindrou Seeking Theme – Eleni Karaindrou Nostalgia Song – Eleni Karaindrou Requiem For Willy Loman, Var. – Eleni Karaindrou Dis – Jan Garbarek |
| Sleeper (Tokyo, April 16, 1979)                                 | Keith Jarrett                                   | Sideman                       | 1979      | 2012             | ECM Records              | Palle Danielsson – Kontrabass Jon Christensen – Schlagzeug, Perkussion Keith Jarrett – Piano, Perkussion, Komponist Jan Garbarek – Tenorsaxophon, Sopransaxophon, Flöte, Perkussion |
| Sol do meio Dia                                                 | Egberto Gismonti                                | Sideman                       | 1978      | 1978             | ECM Records              | Egberto Gismonti – 8-saitige Gitarre, Kalimba, Flöte, Gesang, Piano, Bottle Naná Vasconcelos –Perkussion, Berimbau, Tama, Corpo Ralph Towner – 12-saitige Gitarre, Bottle Collin Walcott – Tabla, Bottle Jan Garbarek – Sopransaxophon |
| Solar March / ’Long As You Know You’re Living Yours             | Keith Jarrett                                   | Sideman                       | 1974/1976 | 1976             | ECM Records              | Single / EP mit Jan Garbarek als Sideman bei den Titeln Solar March – aus Arbour Zena von Keith Jarrett ’Long As You Know You’re Living Yours – aus Belonging von Keith Jarrett |
| Solstice                                                        | Ralph Towner                                    | Sideman                       | 1974      | 1975             | ECM Records              | Ralph Towner – 12-saitige Gitarre, klassische Gitarre, Piano Jan Garbarek – Tenorsaxophon, Sopransaxophon, Flöte Eberhard Weber – Bass, Cello Jon Christensen – Schlagzeug, Perkussion |
| Solstice / Sound and Shadows                                    | Ralph Towner                                    | Sideman                       | 1977      | 1977             | ECM Records              | Eberhard Weber – Bass, Cello Jon Christensen – Schlagzeug Jan Garbarek – Sopransaxophon, Tenorsaxophon, Flöte Ralph Towner – 12-saitige Gitarre, klassische Gitarre, Piano, Waldhorn, Komponist |
| Soltreet                                                        | Agnes Buen Garnas                               | Sideman                       | 1982–2002 | 2002             | Nyrenning                | Mitwirkung Jan Garbareks beim Titel: Vårstev (No e det Våren)/Máze |
| Song for Everyone                                               | Shankar                                         | Sideman                       | 1984      | 1985             | ECM Records              | Shankar – Komponist Trilok Gurtu – Perkussion Jan Garbarek – Sopransaxophon, Tenorsaxophon Zakir Hussain – Tabla, Congas Shankar – Violine, elektronisches Schlagzeug |
| Stages of a Long Journey                                        | Eberhard Weber                                  | Sideman                       | 2005      | 2007             | ECM Records              | Eberhard Weber – Bass Gary Burton – Vibraphon Jan Garbarek – Sopransaxophon, Tenorsaxophon Rainer Brüninghaus – Piano Marilyn Mazur – Perkussion SWR Stuttgart Radio Symphony Orchester Wolfgang Dauner – Piano Nino G. – Beat Box Reto Weber – Hang Roland Kluttig – Dirigent |
| Star                                                            | Peter Erskine / Jan Garbarek / Miroslav Vitous  | Co-Leader                     | 1991      | 1991             | Decca / ECM Records      | Miroslav Vitous – Kontrabass Peter Erskine – Schlagzeug Jan Garbarek – Sopransaxophon, Tenorsaxophon |
| Stemmer                                                         | Vigdis Garbarek / Jan Garbarek                  | Bandleader                    | 1992      | 1992             | NRK                      | Jan Garbarek – Saxophon, Komponist Bente Børsum, Bjørn Skagestad, Unn Vibeke Hol – Gesang Vigdis Garbarek – Lyrics |
| Svartkatten                                                     | Verschiedene Künstler                           | Kompilation                   | 1971      | 1971             | Flora                    | Mitwirkende Künstler: Bjørn Nilsen Dag Åkeson Moe Ditlef Eckhoff Frøydis Armand Ivar Antonsen Jan Garbarek Jan Hårstad Kjell Kjær Lars Andreas Larssen Liv Thorsen Ole Jacob Hansen Per Løberg Radka Toneff Sigurd Johannessen Truls Kwetzinsky Veslemøy Haslund |
| Syner                                                           | Egil Kapstad Choir & Orchestra                  | Sideman                       | 1967      | 1968             | Norsk Jazzforum          | Mitwirkung Jan Garbareks beim Titel: Syner |
| Terje Rypdal                                                    | Terje Rypdal                                    | Sideman                       | 1971      | 1971             | ECM Records              | Terje Rypdal – Gitarre, Flöte Jan Garbarek – Tenorsaxophon, Flöte, Klarinette Bobo Stenson – elektrisches Piano Arild Andersen – E-Bass Jon Christensen – Perkussion Eckehard Fintl – Oboe, Waldhorn Inger Lise Rypdal – Gesang Tom Halversen – elektrisches Piano Bjørnar Andresen – E-Bass |
| The Essence of George Russell                                   | George Russell                                  | Sideman                       | 1971      | 1971             | Sonet                    | Arne Domnérus – Altsaxophon, Klarinette (3 Tracks) Erik Nilsson – Baritonsaxophon, Bassklarinette (3 Tracks) Arild Andersen – Bass Georg Riedel – Bass Olle Lind – Bassposaune (3 Tracks) George Russell – Komponist Sabu Martinez – Congas (3 Tracks) Egil Johansen – Schlagzeug (3 Tracks) Jon Christensen – Schlagzeug (3 Tracks) Terje Rypdal – elektrische Gitarre (3 Tracks) Rune Gustafsson Gitarre (3 Tracks) Bengt Hallberg – Piano (3 Tracks) George Russell – Piano, Dirigent (3 Tracks) Jan Garbarek – Tenorsaxophon (3 Tracks) Claes Rosendahl – Tenorsaxophon, Flöte, Sopransaxophon, Altsaxophon (3 Tracks) Lennart Åberg – Tenorsaxophon, Sopransaxophon, Flöte (3 Tracks) Bertil Lövgren – Trompete (3 Tracks) Jan Allan – Trompete (3 Tracks) Lars Samuelsson – Trompete (3 Tracks) Maffy Falay – Trompete (3 Tracks) Stanton Davis – Trompete, Waldhorn (3 Tracks) Berndt Egerbladh – Vibraphon, Xylophon (3 Tracks)                                                 |
| Til Vigdis                                                      | Jan Garbarek Trio And Quartet                   | Bandleader                    | 1967      | 1967             | Norsk Jazzforbund        | Trio: - Jan Garbarek – Tenorsaxophon - Per Loberg – Bass - Jon Christensen – Schlagzeug Quartet: - Frank Phipps – Ventilposaune - Jan Garbarek – Tenorsaxophon - Arild Andersen – Bass - Jon Christensen – Schlagzeug. |
| Touchstone for Manu                                             | Manu Katché                                     | Sideman                       | 2004–2012 | 2014             | ECM Records              | Manu Katché – Schlagzeug Jan Garbarek – Tenorsaxophon Tomasz Stanko – Trompete Marcin Wasilewski – Piano Slawomir Kurkiewicz – Kontrabass Trygve Seim – Tenorsaxophon Mathias Eick – Trompete Jacob Young – Gitarre Pino Palladino – Bass Jason Rebello – Piano Jim Watson – Piano, Hammondorgel Tore Brunborg – Saxophone Nils Petter Molvaer – Trompete, Loops |
| Trikkeskinner / Tre Små Ting                                    | Jan Erik Vold                                   | Sideman                       | 1973      | 1973             | Philips                  | Arild Andersen – Bass Jon Christensen – Schlagzeug Jan Garbarek – Flöte (1 Track), Tenorsaxophon (1 Track) Brynjulf Blix – Piano (1 Track) Jan Erik Vold – Gesang |
| Triptykon                                                       | Jan Garbarek                                    | Bandleader                    | 1972      | 1973             | ECM Records              | Arild Andersen – Bass Edward Vesala – Perkussion Jan Garbarek – Sopransaxophon, Tenorsaxophon, Flöte, Baritonsaxophon |
| Trip to Prillarguri                                             | George Russell Sextet                           | Sideman                       | 1970      | 1982             | Soul Note                | Arild Andersen – Bass George Russell – Komponist (3 Tracks) Jan Garbarek – Komponist (3 Tracks) Jon Christensen – Schlagzeug Terje Rypdal – elektrische Gitarre George Russell – Piano Jan Garbarek – Tenorsaxophon Stanton Davis Jr. – Trompete |
| Trollsyn – Sagnet om Jostedalsrypa                              | Jan Garbarek                                    | Bandleader                    | 1994      | 1994             | Northern Lights AS       | Single / EP |
| Twelve Moons                                                    | Jan Garbarek Group                              | Bandleader                    | 1992      | 1992             | ECM Records              | Mari Boine – Komponist, Gesang, Lyrics Rainer Brüninghaus – Keyboards, Piano, Synthesizer Jan Garbarek – Arrangeur, Komponist, Keyboards, Piano, Sopransaxophon, Tenorsaxophon, Synthesizer Agnes Buen Garnas – Gesang Manu Katché – Schlagzeug, Schlagzeug (Snare) Marilyn Mazur – Perkussion Eberhard Weber – Bass |
| Uncharted Land                                                  | Niels-Henning Oersted Pedersen                  | Sideman                       | 1991-1992 | 1992             | PCCD                     | Mehmet Ozan – akustische Gitarre (4 Tracks) Niels-Henning Ørsted Pedersen – Bass Ars Nova – Chor (4 Tracks) Steve Swallow – elektrischer Bass (3 Tracks) Søs Fenger – Gesang (1 Track) Marilyn Mazur – Perkussion (4 Tracks) Michel Petrucciani – Piano (2 Tracks) Ole Kock Hansen – Piano (1 Track) Jan Garbarek – Saxophon (4 Tracks) |
| Universal Syncopations                                          | Miroslav Vitous                                 | Sideman                       | 2003      | 2003             | ECM Records              | Miroslav Vitous – Kontrabass Jan Garbarek – Sopransaxophon, Tenorsaxophon Chick Corea – Piano John McLaughlin – Gitarre Jack DeJohnette – Schlagzeug Wayne Bergeron – Trompete Valerie Ponomarev – Trompete, Flügelhorn Isaac Smith – Posaune |
| Vagestykket                                                     | Vigdis Garbarek                                 | Sideman                       | 1996      | 1996             | Lydbokforlaget           | Jan Garbarek – Flöte, Komponist Vigdis Garbarek – Sprecher |
| Velkommen Inn                                                   | Anja Garbarek                                   | Sideman                       | 1991      | 1992             | RCA                      | Jan Garbarek – Arrangeur, Keyboards Audun Erlien – Bass Anja Garbarek – Lyrics, Komponist, Arrangeur Ottar Nesje – Schlagzeug Eivind Aarset – Gitarre |
| Visible World                                                   | Jan Garbarek                                    | Bandleader                    | 1995      | 1996             | Decca / ECM Records      | Jan Garbarek – Sopransaxophon, Tenorsaxophon, Keyboards, Perkussion, Klarinette Rainer Brüninghaus – Piano, Synthesizer Eberhard Weber – Bass Manu Katché – Schlagzeug Trilok Gurtu – Tabla Marilyn Mazur – Perkussion, Schlagzeug Mari Boine – Gesang |
| Vision                                                          | Shankar                                         | Sideman                       | 1983      | 1983             | Decca / ECM Records      | Jan Garbarek – Perkussion, Baritonsaxophon, Basssaxophon, Sopransaxophon, Tenorsaxophon Palle Mikkelborg – Flügelhorn, Trompete Shankar – Komponist, Violine, Perkussion |
| Voice from the Past – Paradigm                                  | Gary Peacock                                    | Sideman                       | 1981      | 1981             | ECM Records              | Gary Peacock – Bass, Komponist Jack DeJohnette – Schlagzeug Jan Garbarek – Tenorsaxophon, Sopransaxophon Tomasz Stanko – Trompete |
| Watching You / Song for Everyone                                | Shankar                                         | Sideman                       | 1985      | 1985             | ECM Records              | Shankar Jan Garbarek Zakir Hussain Trilok Gurtu |
| Wayfarer                                                        | Jan Garbarek Group                              | Bandleader                    | 1983      | 1983             | ECM Records              | Michael Di Pasqua – Schlagzeug, Perkussion Bill Frisell – Gitarre Jan Garbarek – Komponist, Sopransaxophon, Tenorsaxophon Eberhard Weber – Bass |
| Witchi-Tai-To                                                   | Jan Garbarek / Bobo Stenson Quartett            | Co-Leader                     | 1973      | 1973             | ECM Records              | Jan Garbarek – Sopransaxophon, Tenorsaxophon Bobo Stenson – Piano Palle Danielsson – Kontrabass Jon Christensen – Schlagzeug |
| Works                                                           | Jan Garbarek                                    | Kompilation                   | 1984      | 1984             | ECM Records              | Jan Garbarek als Bandleader, Co-Leader oder Sideman bei den Titeln: Folk Song (Traditional) – mit Charlie Haden (Bass) und Egberto Gismonti (Gitarre) Skrik + Hyl – mit Palle Danielsson (Bass) Passing – mit Jack DeJohnette (Schlagzeug), Bill Connors (Gitarre) und John Taylor (Orgel) Selje – mit Arild Andersen (Bass) und Edward Vesala (Perkussion) Viddene – mit Ralph Towner (12-saitige Gitarre) Snipp, Snapp, Snute – mit Naná Vasconcelos (Perkussion) Beast of Kommodo – mit Arild Andersen (Bass), Terje Rypdal (Gitarre) und Jon Christensen (Perkussion) Svevende – mit Palle Danielsson (Bass), Jon Christensen (Schlagzeug) und Bobo Stenson (Piano) |

## Chartplatzierungen

### Alben
| Jahr | Titel                                   | Höchstplatzierung, Gesamtwochen, AuszeichnungChartplatzierungen (Jahr, Titel, Platzierungen, Wochen, Auszeichnungen, Anmerkungen) | Höchstplatzierung, Gesamtwochen, AuszeichnungChartplatzierungen (Jahr, Titel, Platzierungen, Wochen, Auszeichnungen, Anmerkungen) | Höchstplatzierung, Gesamtwochen, AuszeichnungChartplatzierungen (Jahr, Titel, Platzierungen, Wochen, Auszeichnungen, Anmerkungen) | Höchstplatzierung, Gesamtwochen, AuszeichnungChartplatzierungen (Jahr, Titel, Platzierungen, Wochen, Auszeichnungen, Anmerkungen) | Höchstplatzierung, Gesamtwochen, AuszeichnungChartplatzierungen (Jahr, Titel, Platzierungen, Wochen, Auszeichnungen, Anmerkungen) | Anmerkungen |
| Jahr | Titel                                   | NO | DE | AT | CH | UK | Anmerkungen |
| ---- | --------------------------------------- | --- | --- | --- | --- | --- | ----------- |
| 1969 | Briskeby Blues                          | NO10 (9 Wo.)NO | — | — | — | — |             |
| 1981 | Eventyr                                 | NO36 (2 Wo.)NO | — | — | — | — |             |
| 1990 | I Took Up The Runes                     | NO9 (6 Wo.)NO | — | — | — | — |             |
| 1993 | Twelve Moons                            | NO5 (5 Wo.)NO | — | — | — | — |             |
| 1995 | Officium                                | NO17 Gold · (9 Wo.)NO | DE48 Gold · (9 Wo.)DE | — | CH— GoldCH | UK99 Gold · (1 Wo.)UK |             |
| 1996 | Visible World                           | NO3 Gold · (20 Wo.)NO | DE37 (13 Wo.)DE | — | CH25 (6 Wo.)CH | UK69 (2 Wo.)UK |             |
| 1997 | Rites                                   | NO6 (7 Wo.)NO | DE39 Gold (German Jazz Award) · (7 Wo.)DE                                                                                         | — | — | — |             |
| 1999 | Mnemosyne                               | NO8 (3 Wo.)NO | DE57 (6 Wo.)DE | — | — | — |             |
| 2003 | Universal Syncopations                  | NO16 (5 Wo.)NO | — | — | — | — |             |
| 2003 | In Praise of Dreams                     | NO7 (13 Wo.)NO | DE24 (7 Wo.)DE | AT63 (3 Wo.)AT | CH96 (1 Wo.)CH | — |             |
| 2009 | Dresden – Jan Garbarek Group In Concert | NO16 (5 Wo.)NO | DE22 (7 Wo.)DE | — | — | — |             |
| 2010 | Officium novum                          | NO10 (5 Wo.)NO | DE39 (3 Wo.)DE | AT51 (1 Wo.)AT | — | — |             |
| 2012 | Sleeper – Tokyo, April 16, 1979         | NO14 (6 Wo.)NO | — | AT42 (1 Wo.)AT | CH62 (1 Wo.)CH | — |             |
| 2012 | Magico – Carta de amor                  | NO86 (1 Wo.)NO | — | — | — | — |             |

grau schraffiert: keine Chartdaten aus diesem Jahr verfügbar

## Statistik

### Chartauswertung
|                     | NO     | DE    | AT    | CH    | UK    |
| ------------------- | ------ | ----- | ----- | ----- | ----- |
| Nummer-eins-Alben   | NO—NO  | DE—DE | AT—AT | CH—CH | UK—UK |
| Top-10-Alben        | NO8NO  | DE—DE | AT—AT | CH—CH | UK—UK |
| Alben in den Charts | NO14NO | DE7DE | AT3AT | CH3CH | UK2UK |

### Auszeichnungen für Musikverkäufe
Anmerkung: Auszeichnungen in Ländern aus den Charttabellen bzw. Chartboxen sind in ebendiesen zu finden.
| Land/RegionAuszeichnungen für Musikverkäufe (Land/Region, Auszeichnungen, Verkäufe, Quellen) | Gold     | Platin | Verkäufe | Quellen           |
| -------------------------------------------------------------------------------------------- | -------- | ------ | -------- | ----------------- |
| Deutschland (BVMI)                                                                           | 3× Gold3 | —      | 120.000  | musikindustrie.de |
| Norwegen (IFPI)                                                                              | 2× Gold2 | —      | 40.000   | ifpi.no           |
| Schweiz (IFPI)                                                                               | Gold1    | —      | 20.000   | hitparade.ch      |
| Vereinigtes Königreich (BPI)                                                                 | Gold1    | —      | 100.000  | bpi.co.uk         |
| Insgesamt                                                                                    | 7× Gold7 | —      |          |                   |